# Dynaste de Grant
Dynastes granti
Pour les articles homonymes, voir Grant.
Espèce
Le Dynaste de Grant (Dynastes granti) est une espèce d'insectes coléoptères appartenant à la famille des Scarabaeidae, vivant en Amérique du Nord.